# Hot to Trot
Hot to Trot is een Amerikaanse komedie uit 1988 met in de hoofdrol Bobcat Goldthwait.

## Plot
Fred Chaney (Goldthwait) erft de helft van de aandelen van zijn moeders bedrijf en een pratend paard genaamd Don.

## Ontvangst
De recensies voor de film waren heel erg slecht en wist alleen 6 miljoen dollar van zijn budget van 9 miljoen dollar terug te krijgen.
De film was genomineerd voor vijf Razzies maar won er geen.

## Rolverdeling
| Acteur            | Personage         |
| ----------------- | ----------------- |
| Bobcat Goldthwait | Fred P. Chaney    |
| Dabney Coleman    | Walter Sawyer     |
| John Candy        | Don (alleen stem) |
| Virginia Madsen   | Allison Rowe      |
| Cindy Pickett     | Victoria Peyton   |
| Jim Metzler       | Boyd Osborne      |
| Tim Kazurinsky    | Leonard           |
| Barbara Whinnery  | Denise            |
| Mary Gross        | Ms. French        |
| Liz Torres        | Bea               |
| Burgess Meredith  | Don's Dad         |